# Amore a prima insta
Amore a prima insta è un singolo del rapper italiano Shade, pubblicato il 1º giugno 2018 come terzo estratto dell'album Truman.

## Video musicale
Il videoclip, uscito sul canale YouTube Warner Music Italy il 4 giugno 2018, girato da Fabrizio Conte, ha come protagonista il cantante in diverse ambientazioni tipiche da college americano come la festa in piscina o l'autobus scolastico giallo con cheerleader e giocatori di rugby. Ospiti della clip sono Francesco Mandelli nei panni di Ruggero De Ceglie e la youtuber Samantha Frison.

## Tracce
Testi di Jacopo Angelo Ettorre, Vito Ventura, Giacomo Roggia, musiche di Carlo Alberto Arnaud, Jacopo Angelo Ettorre, Vito Ventura, Giacomo Roggia.
1. Amore a prima insta – 3:02

## Classifiche

### Classifiche settimanali
| Classifica (2018) | Posizione massima |
| ----------------- | ----------------- |
| Italia            | 27                |